# Echitate (drept)
Echitatea poate fi considerată ca izvor material dar nu și formal al dreptului internațional
și constituie fundamentul moral pentru regulile juridice. Echitatea este o regulă specifică de drept internațional sau constituie un element necesar al principiilor generale de drept internațional alături de principiul bunei credințe. Art. 38 al. 2 din Statutul C.I.J. circumstanțiază recurgerea la echitate pentru soluționarea unor diferende. Astfel, chiar dacă unele prevederi nu le putem găsi în izvoarele de drept internațional, atunci Curtea Internațională de Justiție își rezervă dreptul de a soluționa litigiile într-o manieră bună și echitabilă, evident dacă părțile sunt de acord. Aplicarea echității în locul normelor de drept internațional nu se poate face decât cu acordul expres al părților.
Alte izvoare de drept internațional sunt:
1. Cutuma internațională
2. Tratatul internațional
3. Hotărârile judecătorești
4. Doctrina